# 沃夫基夫奇基
50°4′37″N 27°1′21″E / 50.07694°N 27.02250°E
沃夫基夫奇基（烏克蘭語：Вовківчики），是烏克蘭的村落，位於該國西部赫梅利尼茨基州，由舍佩蒂夫卡區負責管轄，面積58平方公里，海拔高度288米，2001年人口212，人口密度每平方公里3,655.2人。